# Kayseri (stad)
Kayseri (voorheen: Caesarea ad Argaeum) is een industriestad in het midden van Turkije, in de regio Centraal-Anatolië. Het is de hoofdstad van de gelijknamige provincie. De stad had bij een officiële telling in 2000 zo'n 536.392 inwoners en is in de loop van de jaren flink gegroeid. Bij de telling uit 2015 had de stad in totaal 1.341.056 inwoners.
Kayseri bevindt zich aan de voet van de beroemde berg Erciyes. Deze berg heeft een hoogte van 3916 meter en is vanuit de hele stad te zien. Voor veel toeristen is Erciyes een vrij onbekend skioord, doordat Kayseri vooral fungeert als een doorreislocatie naar de bekende toeristische attracties in Cappadocië.
Behalve op doorreis naar Cappadocië wordt de stad ook bezocht voor de historische monumenten in Kayseri, voor raften op de rivier de Zamantı en voor historische plaatsen als Kültepe, Ağırnas, Talas en Develi.
Tot de 2e eeuw v.Chr. heette de stad Mazaca, daarna tot de 1e eeuw Eusebia. Vervolgens stond hij tot de 11e eeuw bekend onder de naam Caesarea (ad Argaeum). Hiervan is ook de huidige naam van de stad afgeleid.

## Geschiedenis

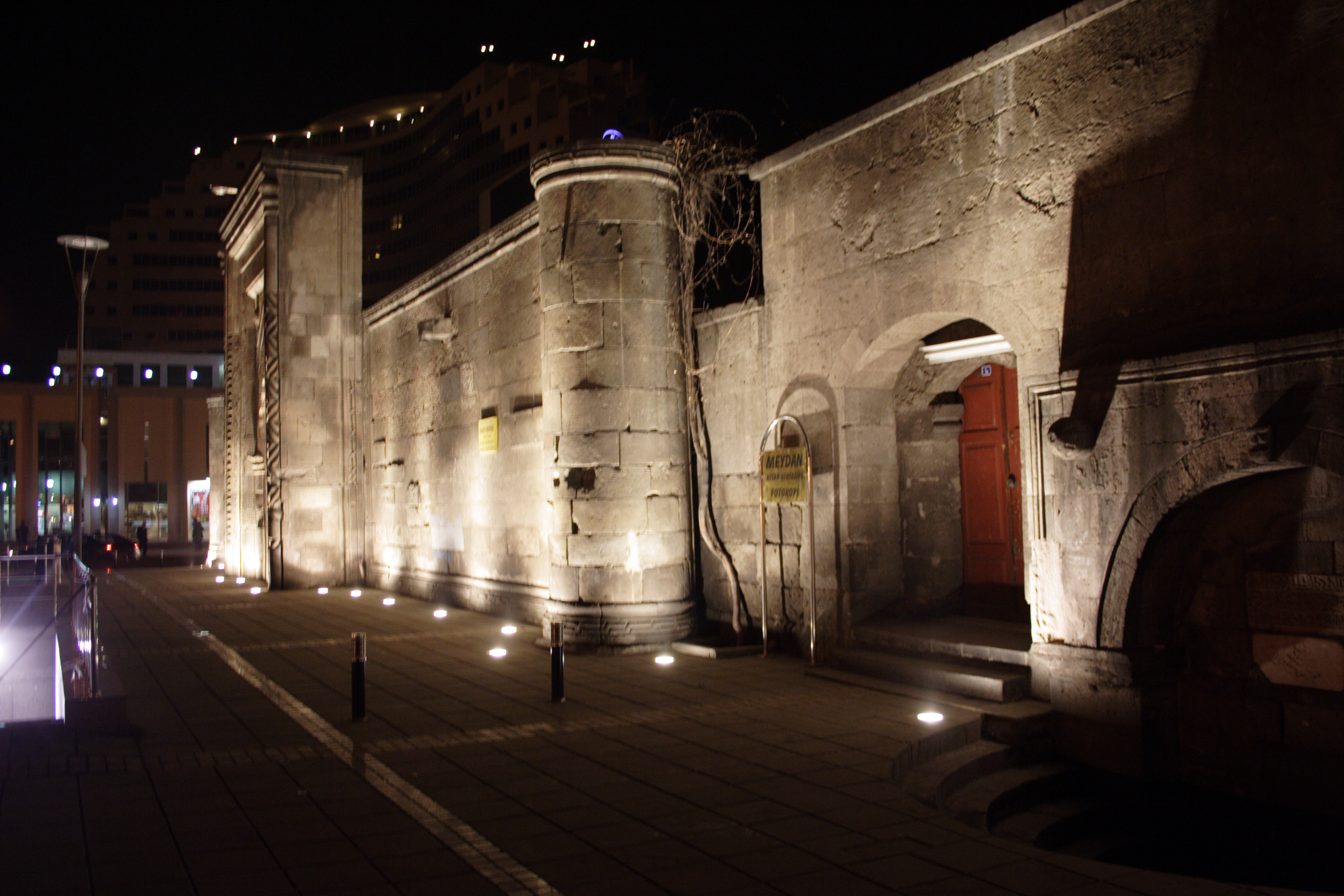
Madrassa van Sahabiye. Seltsjoekse architectuur in Kayseri.

De regio rond Kayseri wordt al duizenden jaren bewoond getuige neolitische nederzettingen in het gebied zoals Kültepe. De Hettieten hadden hier een belangrijke handelspost en zijn de waarschijnlijke stichters van de stad, onder de naam Mazaca. Onder die naam kreeg de stad bekendheid in de vroege oudheid, toen hij zich ontwikkelde tot een handelscentrum op de kruising van de Perzische Koninklijke Weg en de weg van Sinope in de Pontus richting de Eufraat. Mazaca fungeerde eeuwenlang als hoofdstad van Cappadocië.
In de 3e eeuw voor Christus helleniseerde de stad, als gevolg van de veroveringen van Alexander de Grote. Hij behield zijn status als hoofdstad van Cappadocië onder Romeins bestuur. In het jaar 260 werd de stad door Sjapoer I van Perzië grotendeels vernietigd. In de 4e eeuw herstichtte de bisschop Basilius van Caesarea de stad, ongeveer een kilometer ten noordoosten van de originele nederzetting. Keizer Justinianus I liet in de 6e eeuw de stad versterken met een zware muur, en in de 9e eeuw werd de stad opnieuw hoofdstad van een belangrijke provincie; het thema Charsianon.
De Arabische generaal (en latere kalief) Moe'awija I veroverde de stad kortstondig in het jaar 647. In 1067 veroverden de Seltsjoeken onder leiding van Alp Arslan de stad, en ruïneerden deze grotendeels. Vanaf 1074 viel de stad onder controle van de eveneens Turkse Danishmenden, die hem herbouwden. Na 1178 werd Kayseri onderdeel van het sultanaat van Rûm, en werd een van de belangrijkste steden van dit rijk. In 1243 werd de stad echter opnieuw vernietigd, ditmaal door de Mongolen. In de eeuwen hierna werd de stad door lokale heersers, en later onder Ottomaans bestuur herbouwd.

## Geografie

### Topografie
Kayseri ligt in de gelijknamige provincie Kayseri, in het midden van Turkije. De stad is verbonden met de buursteden , Nevşehir en Niğde in het westen, Kahramanmaraş, Sivas en Malatya in het oosten en Adana in het zuiden. In het oosten van de stad, nabij de wijk Beyazşehir ligt het meer van Engir en in het westen ligt het kunstmatige meer van Yamula.

### Klimaat
Kayseri ligt in regio Centraal-Anatolië. De steden in deze regio hebben vooral droge zomers en zeer koude winters. Verder zijn er grote temperatuurverschillen tussen dag en nacht: 's zomers kunnen de temperaturen overdag stijgen tot 40 °C en 's nachts dalen tot ongeveer 11 °C.

## Verkeer en vervoer

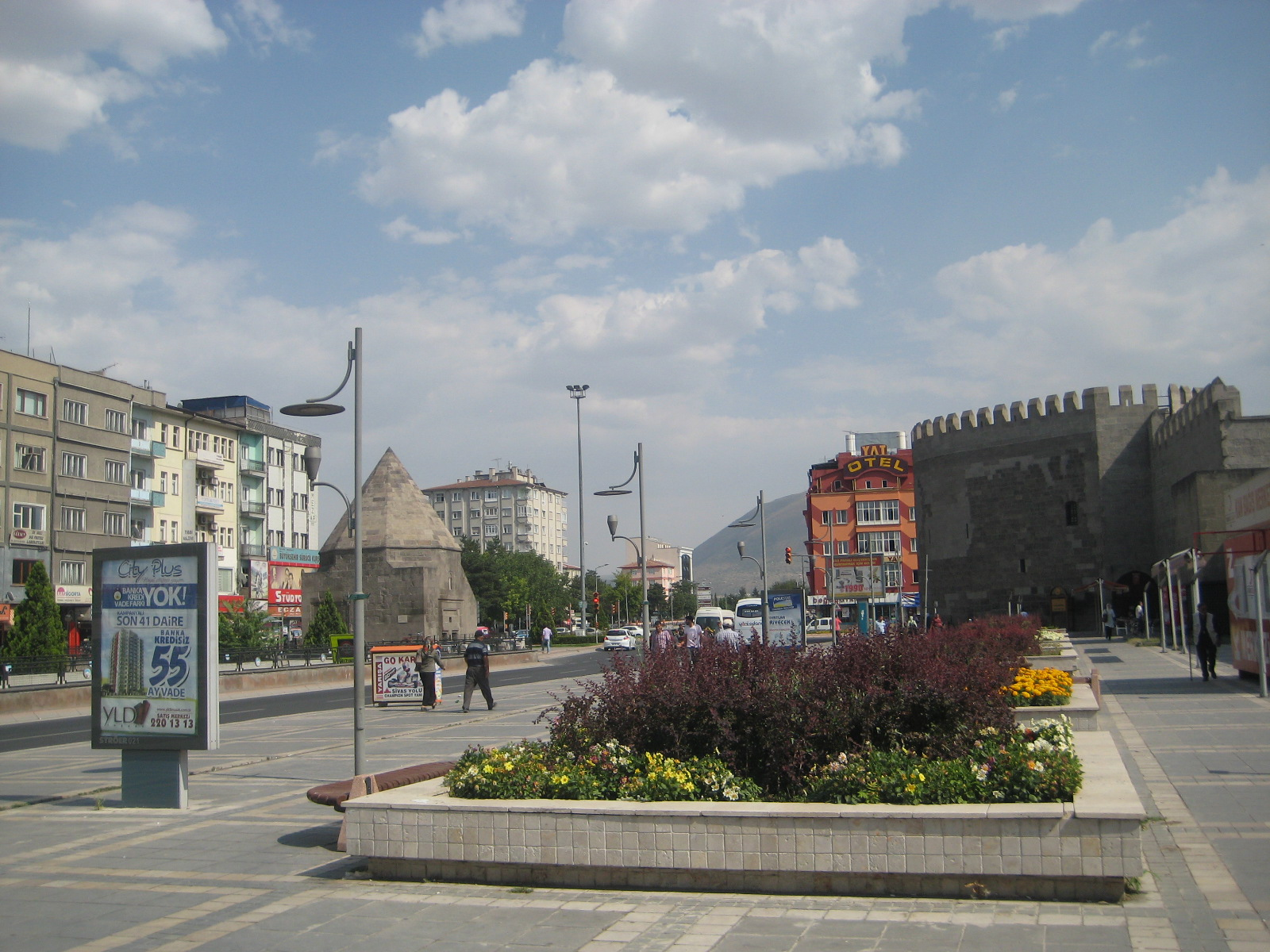
Plein in Kayseri

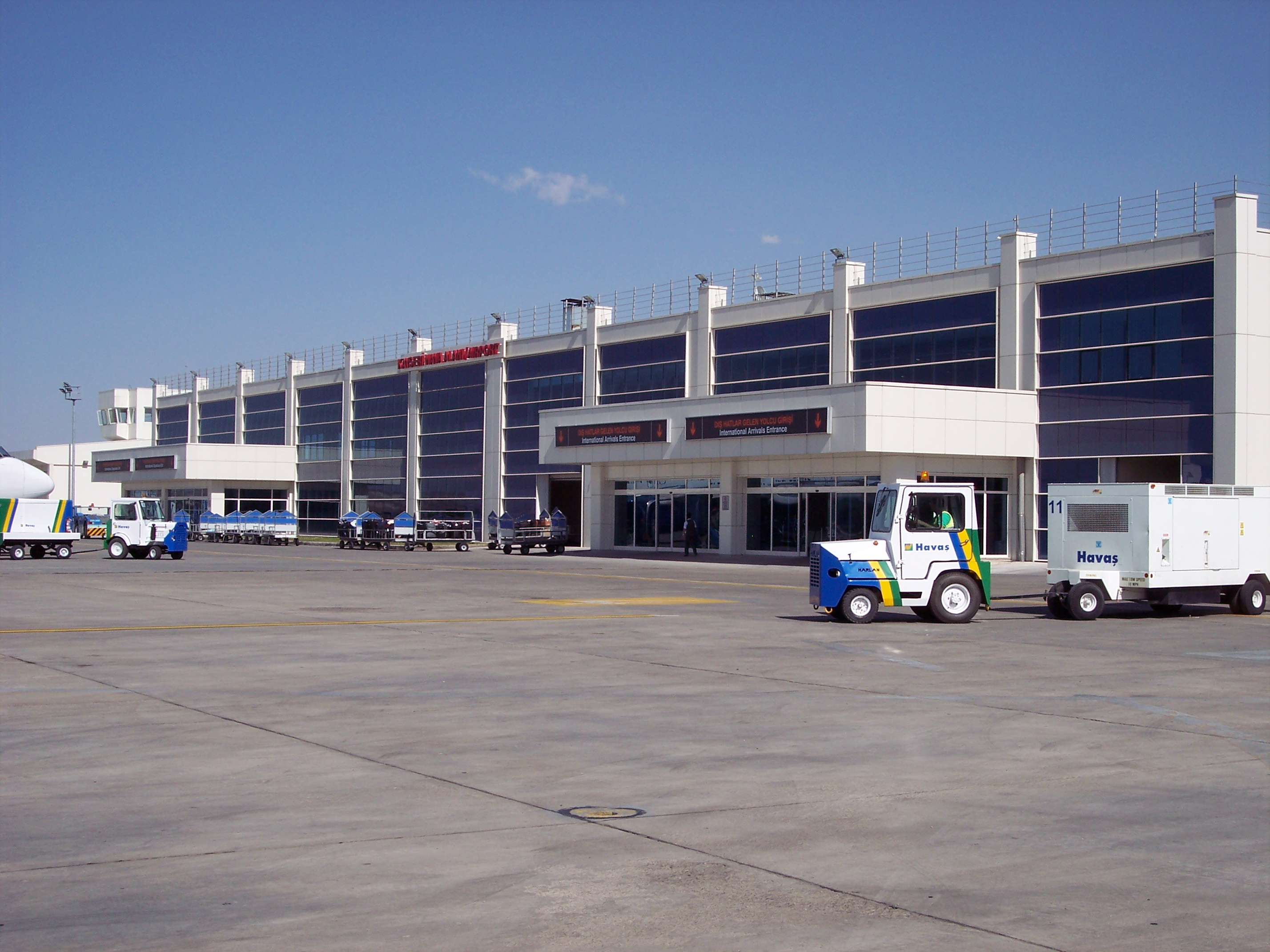
Luchthaven Kayseri Erkilet

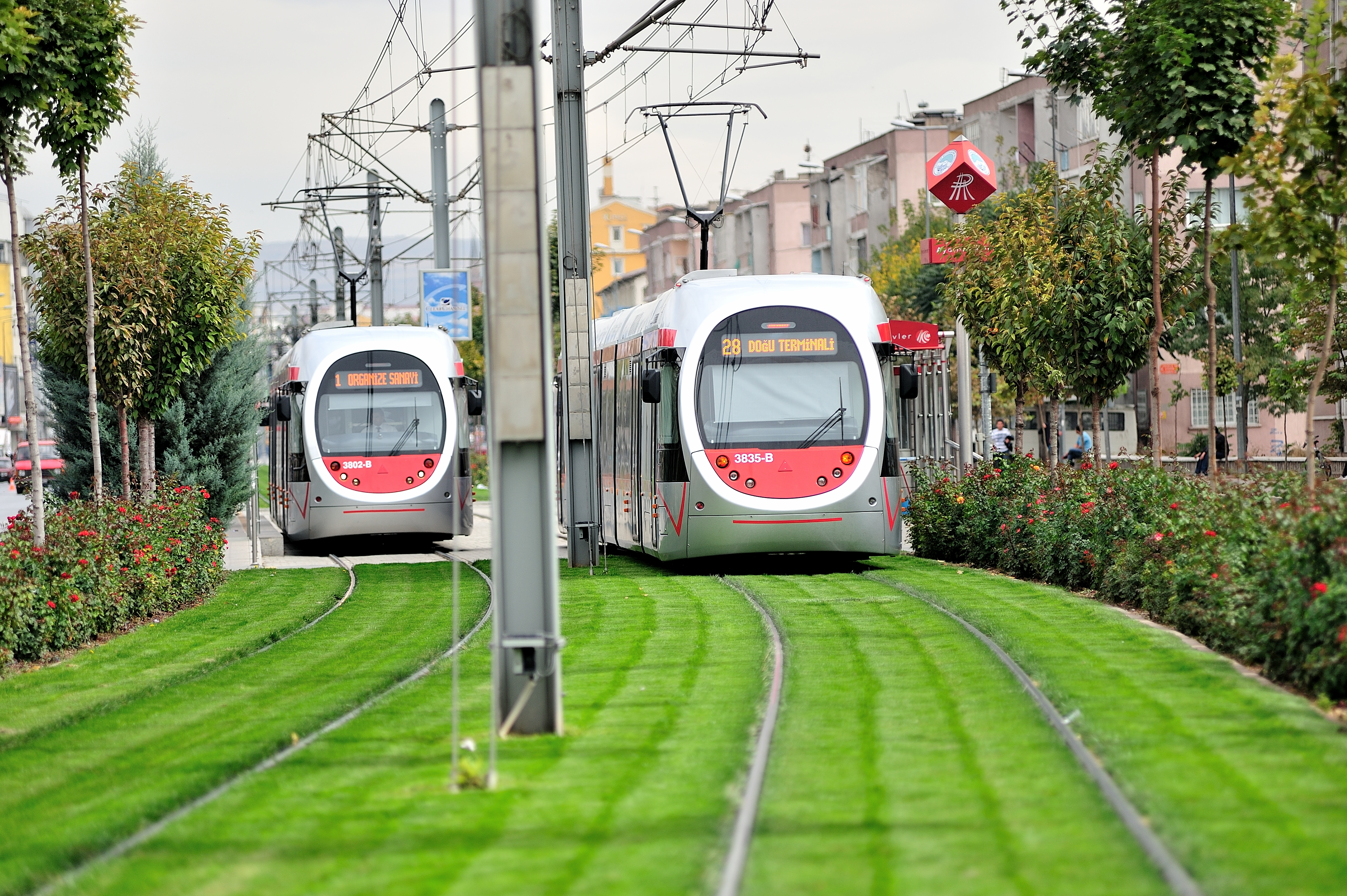
Kayseray

### Autoverkeer
Kayseri is een centraal gelegen stad en is daarom een belangrijk knooppunt voor het autoverkeer. Mede door de snelle groei van de stad en van het toenemend autoverkeer in heel Turkije, zijn de doorgaande wegen via het centrum van Kayseri dagelijks toneel van files. Om deze wegen te verlichten van de vele auto's is er in 2008 begonnen aan de bouw van een ringweg. Het eerste stuk van Cumhuriyet naar İldem via Oymaağaç en Erkilet is in juni 2010 opgeleverd. Deze weg ligt ver buiten de stad en zorgt voor een snelle doorgang voor het verkeer van Ankara naar Sivas en Malatya.

### Luchtvaart
Ten noorden van Kayseri, in de wijk Erkilet, ligt de internationale luchthaven Kayseri Erkilet. Deze luchthaven is erg belangrijk voor Kayseri, doordat de toeristen er massaal gebruik van maken om verder naar Cappadocië te kunnen reizen. De stad heeft aan de luchthaven een deel van haar economische groei te danken, doordat Kayseri veel beter bereikbaar is geworden.

### Stads- en streekvervoer
De stad is zeer goed bereikbaar met het openbaar vervoer. Voor 2009 reden er stadsbussen en dolmuş-busjes in de gemeente, maar na de opbrengst van de eerste tramlijn zijn de dolmuş-busjes buiten dienst gezet. Verder zijn er nieuwe stadsbussen aangeschaft die rijden op aardgas om de luchtkwaliteit in de stad te verbeteren.
Ook bevindt er in Kayseri een nieuwe streekvervoersbusstation genaamd Kayseri Otogar. Net als in de rest van Turkije wordt er nog steeds veel gebruikgemaakt van busvervoer tussen de steden. Het nieuwe stationsgebouw, geopend in 2007, is 12.000 m² en wordt gebruikt door meerdere (private) vervoersmaatschappijen. Populaire bestemmingen vanuit Kayseri zijn Istanboel, Ankara, Kırşehir, Nevşehir, Sivas en Aksaray. De plaatselijke vervoersmaatschappijen zijn Süha, İnci Turizm, İpek Turizm en Kent.
Sinds 2009 rijden er ook trams in Kayseri onder de naam Kayseray en worden ze geëxploiteerd door Kayseri Ulaşım A.Ş. De bouw van de tramlijnen is verdeeld in vier etappes. De eerste stuk is opgeleverd in 2009 en bestond toen maar uit één lijn, namelijk de lijn Organize Sanayı-Doğu Terminalı. Deze lijn loopt van het westen van de stad via het centrum naar het oosten. Het bleek een groot succes te zijn en de gemeente besloot om het netwerk van tramlijnen sneller uit te breiden. Het tweede traject, Doğu Terminalı-Beyazşehir-İldem, is opgeleverd op 1 februari 2014 en is een verlenging van de oorspronkelijke lijn naar het oosten van de stad richting de wijk İldem. Kort daarna, op 14 februari 2014, werd ook het traject Tuna-Hastaneler-Lojmanlar geopend. Deze lijn buigt bij de halte Tuna af naar het zuiden en rijdt richting het Academisch Ziekenhuis Erciyes.

## Bezienswaardigheden

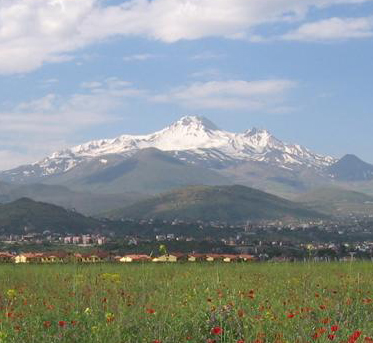
De berg Erciyes

### Musea
Er zijn vele musea in Kayseri. De meeste musea liggen in het centrum van de stad, dit zijn onder andere het Kayseri Kale Archeologisch Museum, Ahi Evran Sanatkarlar Museum het Kayseri Etnografisch Museum.
Enkele andere belangrijke musea in Kayseri zijn:
- Kayseri Archeologisch Museum
- Huis van Atatürk
- Güpgüpoğlu Konağı Etnisch Müseum
- Selçuklu Uygarlığı Museum
- Kadir Has Kent ve Mimar Sinan Museum
- Gevher Nesibe Museum
- Sultansazlığı Kuş Museum

### Winkelcentra
Buitenlandse bezoekers van Kayseri bezoeken vaak de oude binnenstad bij Cumhuriyet Meydanı. De historische winkels vindt men in de Kapalı Çarşı en de wat modernere winkels van de binnenstad zitten in de Meydan. Ook bevindt zich onder de Cumhuriyet Meydanı een ondergronds winkelcentrum; de Yeraltı Çarşısı, waar nog de oude winkels van Kayseri zitten. Sieraden, goud en wisselkantoren zijn te vinden bij de Kapalı Çarşı.
Moderne winkels bevinden zich vooral langs de populaire Sivas Caddesi (Sivasstraat). Hier zijn de grootste en modernste winkels, waar ook veel West-Europese merken zich hebben gevestigd. Het eerste winkelcentrum in Kayseri, genaamd Almer, opende op 23 april 1999, maar is eigenlijk niet echt een winkelcentrum maar een grote supermarkt met ook een grote non-foodafdeling. Het eerste echte winkelcentrum was Ipek Saray (Zijden Paleis), dat opende op 19 mei 2006.

## Sport
Kayserispor is de betaaldvoetbalclub van de stad en speelt haar wedstrijden in het Kayseri Kadir Hasstadion. In 2008 won Kayserispor de Turkse voetbalbeker. Sinds 2021 vindt jaarlijks de wielerwedstrijd Grote Prijs van Kayseri plaats in en rond de stad.

## Geboren
- Abdullah Gül (1950), president van Turkije (2007-2014)
- Hulusi Akar (1952), generaal
- Orhan Delibaş (1971), Nederlands bokser
- İbrahim Öztürk (1981), voetballer
- Abdulkadir Bitigen (1983), voetbalscheidsrechter
- Umut Bulut (1983), voetballer
- Sinan Bolat (1988), Turks-Belgisch voetballer

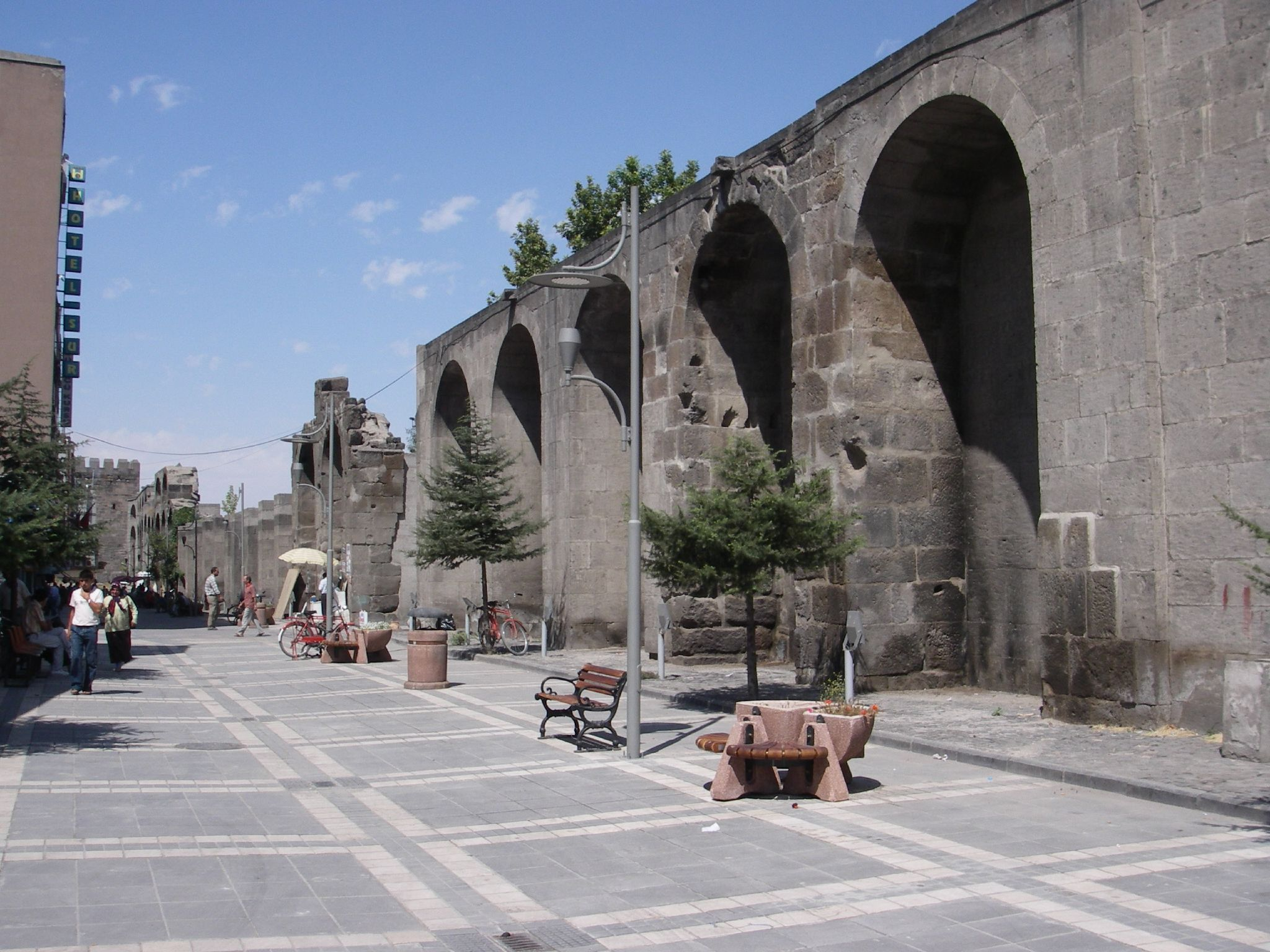
Restanten van de stadsmuur
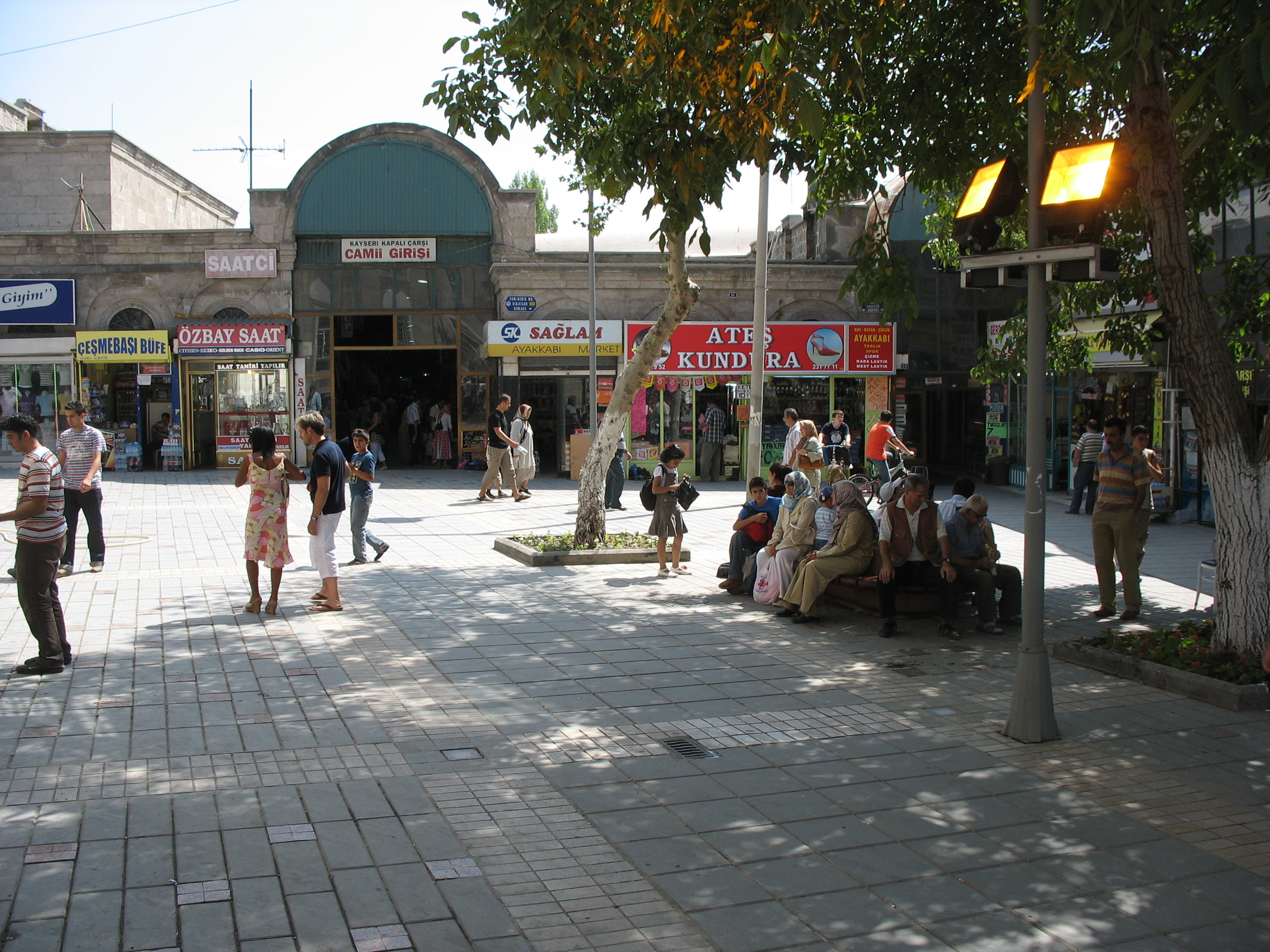
Een plein in Kayseri
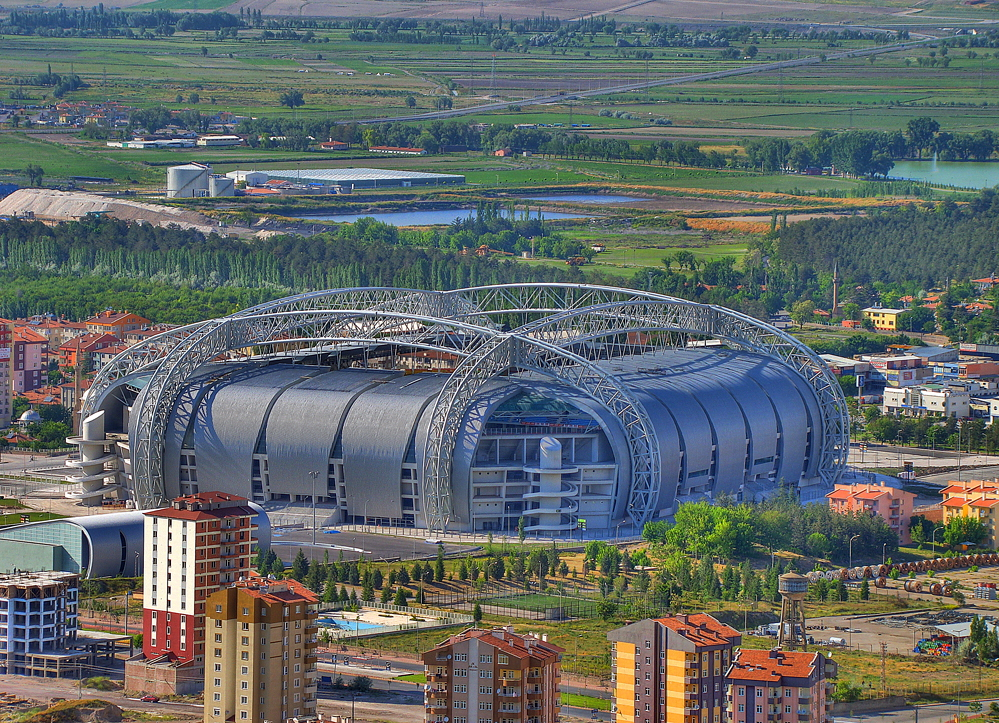
Het Kadir-Has-stadion

Adana · Ankara · Antalya · Aydın · Balıkesir · Bursa · Denizli · Diyarbakır · Gaziantep · Kayseri · Mersin · Istanbul · İzmir · İzmit · Konya · Şanlıurfa
Adapazarı · Antiochië (Antakya) · Erzurum · Eskişehir · Kahramanmaraş · Malatya · Manisa · Mardin · Muğla · Altınordu · Samsun · Tekirdağ · Trabzon · Van
Adıyaman · Afyonkarahisar · Ağrı · Akhisar · Aksaray · Alanya · Batman · Bolu · Çanakkale · Ceyhan · Çorlu · Çorum · Darıca · Derince · Düzce · Edirne · Elazığ · Erzincan · Gebze · Giresun · İnegöl · İskenderun · Isparta · Karabük · Karaman · Kırıkkale · Kırşehir · Körfez · Kütahya · Lüleburgaz · Nazilli · Niğde · Osmaniye · Rize · Siirt · Sivas · Tarsus · Tokat · Turgutlu · Uşak · Yalova ·  Zonguldak
- Gemeinsame Normdatei: 4136229-9
- Library of Congress Control Number: n81089610
- MusicBrainz: c858bf59-5973-49a1-87e9-057a5e8cc360
- Nationale Bibliotheek van Israël: 987007550581805171
- Virtual International Authority File: 140168756
- WorldCat: E39PBJxhkJ3g4QfRr6BQqjgdwC